# ويليام إدوارد روبنسون
ويليام إدوارد روبنسون (بالإنجليزية: William Edward Robinson)‏ هو سياسي بريطاني، ولد في 1863، وتوفي في 10 مايو 1927. حزبياً، نشط في الحزب الليبرالي. في الانتخابات العامة في المملكة المتحدة 1923 ‏، انتخب عضو برلمان المملكة المتحدة الـ33 عن دائرة Burslem (UK Parliament constituency) ‏ (6 ديسمبر 1923 – 9 أكتوبر 1924).